# Salvo D'Acquisto (film)
Salvo D'Acquisto è un film del 1974 diretto da Romolo Guerrieri.
La pellicola racconta della vicenda umana di Salvo D'Acquisto, il sottufficiale dei carabinieri che si consegnò ai tedeschi il 23 settembre 1943 in modo da salvare 22 ostaggi civili dalla fucilazione.

## Trama
La vicenda del protagonista si svolge, con fedeltà storica, dopo l'arresto di Benito Mussolini il 25 luglio 1943, e la proclamazione dell'Armistizio l'Otto Settembre, con tutte le dure vicende per la popolazione e la lotta partigiana contro l'occupante nazista. 
Il confronto avviene soprattutto fra il popolano socialista Rubino, sostenitore della lotta armata e il vicebrigadiere Salvo d'Acquisto, che preferisce rimanere fra la gente di Torre in Pietra per aiutarla e difenderla: a suo parere occorre più coraggio a restare che a scappare sui monti. Un aspetto molto valido della Resistenza, nel suo umile contributo, e così poco in rilievo. 
Intanto nasce un tenero idillio fra Salvo e Martina. Un giorno lo scoppio accidentale di una bomba a mano uccide due SS e come rappresaglia, per l'infame proporzione di dieci civili per ogni nazista, venti uomini di Torre in Pietra sono condannati a essere fucilati. Sopraggiunge il militare italiano per sostenere l'innocenza degli arrestati ma viene malmenato e destinato a scavare con gli altri la fossa, se non si trova il colpevole di fatto inesistente. Pur avendo la possibilità di salvarsi Salvo decide di autoaccusarsi e venir fucilato per salvare i venti civili innocenti.